# Belaja ptitsa s tjornoj otmetinoj
Belaja ptitsa s tjornoj otmetinoj er en sovjetisk spillefilm fra 1970 af Jurij Iljenko.

## Medvirkende
- Larisa Kadotjnikova som Dana
- Oleg Polstvin
- Mykhajlo Illienko som Heorhii
- Ivan Mykolajtjuk som Petro
- Bohdan Stupka som Orest